# 禧年会堂

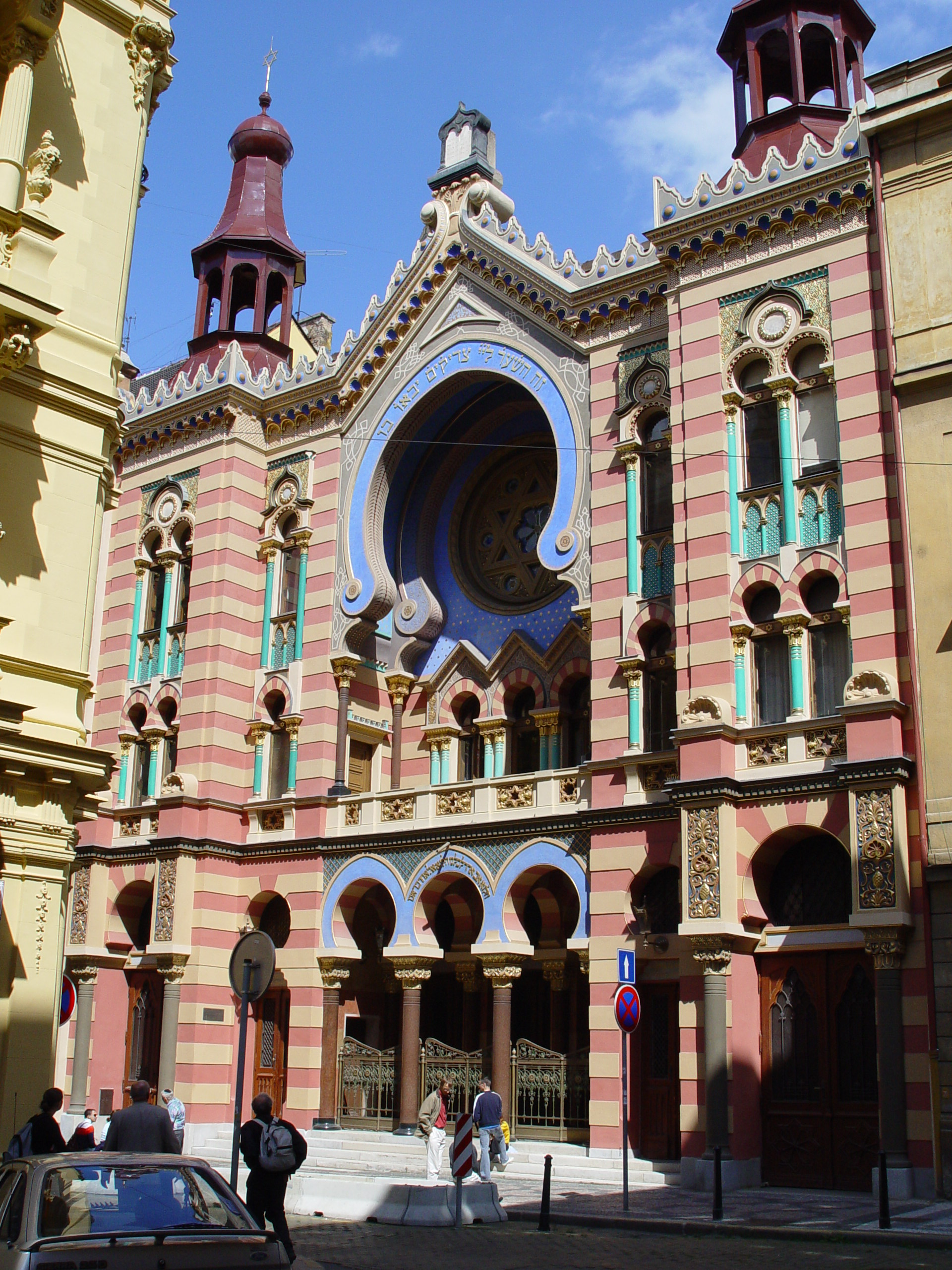
禧年会堂

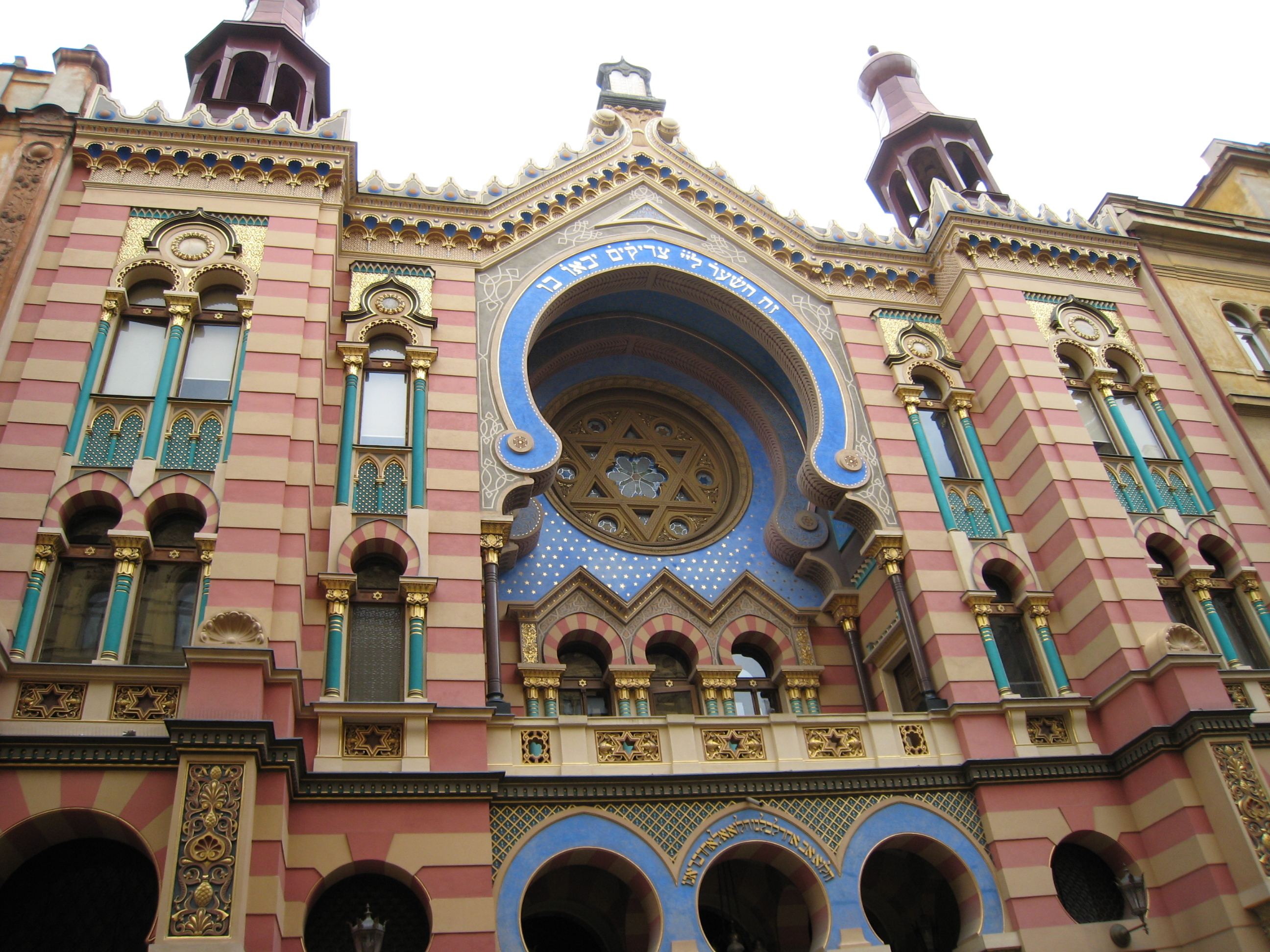
细部

禧年会堂（捷克語：Jubilejní synagoga），是捷克首都布拉格的一座犹太会堂。由于地处耶路撒冷街，又名耶路撒冷会堂。它兴建于1906年，由威廉Stiassny设计，因奥地利皇帝弗朗茨·约瑟夫一世的银禧庆典而得名。这座犹太会堂建筑为摩尔复兴风格，装修为新艺术运动风格，特别是其内部。它最近进行了装修，仍然用于宗教用途。自从捷克从奥匈帝国独立后，它更多地被称为“耶路撒冷街会堂”。
这座犹太会堂内保存了一块从前的吉普赛人（Zigeuner）会堂的牌匾，那座会堂在市区重建运动中被拆除，因此兴建了这座禧年会堂。   
这座犹太会堂的立面为摩尔复兴和新艺术运动风格的混合，在这个三bay建筑中，立面和内部支柱上的马蹄形拱支撑着妇女走廊。穆德哈尔（mudejar）红白相间的石头立面尤为醒目。在内部，在精美的新艺术运动图案中可以发现摩尔元素。  
在作为宗教建筑使用了一个世纪以后，2008年4月1日，禧年会堂开始定期向游客和历史建筑爱好者开放。